# Jason Snell
Jason H. Snell (* 20. Jahrhundert) ist ein US-amerikanischer VFX Supervisor.

## Karriere
Jason Snell besucht bis 1994 die California State University, Chico. Nach seinem Umzug nach Los Angeles ist Snell seit 1996 bei Industrial Light & Magic angestellt. Zuerst war er für die Spezialeffekte in dem Film Men in Black verantwortlich und später als VFX Supervisor. Unter seiner Leitung wurden die Spezialeffekte u. a. für Sleepy Hollow, Star Wars: Episode II – Angriff der Klonkrieger und Pirates of the Caribbean – Fluch der Karibik 2 sowie deren Nachfolger hergestellt. Für seine künstlerischen Leistungen zu Deepwater Horizon erhielt er eine Oscar-Nominierung bei der Oscarverleihung 2017 in der Kategorie beste visuelle Effekte. Die Auszeichnung ging an das Team von The Jungle Book.

## Filmografie (Auswahl)
- 1997: Men in Black
- 1998: Deep Impact
- 1998: Small Soldiers
- 1999: Sleepy Hollow
- 2000: Space Cowboys
- 2002: Star Wars: Episode II – Angriff der Klonkrieger (Star Wars: Episode II – Attack of the Clones)
- 2003: Fluch der Karibik
- 2004: … und dann kam Polly (Along Came Polly)
- 2005: Star Wars: Episode III – Die Rache der Sith (Star Wars: Episode III – Revenge of the Sith)
- 2006: Pirates of the Caribbean – Fluch der Karibik 2 (Pirates of the Caribbean: Dead Man’s Chest)
- 2007: Pirates of the Caribbean – Am Ende der Welt (Pirates of the Caribbean: At World’s End)
- 2008: Indiana Jones und das Königreich des Kristallschädels (Indiana Jones and the Kingdom of the Crystal Skull)
- 2009: Terminator: Die Erlösung (Terminator Salvation)
- 2009: Shopaholic – Die Schnäppchenjägerin (Confessions of a Shopaholic)
- 2010: Die Legende von Aang (The Last Airbender)
- 2011: Cowboys & Aliens
- 2011: Ich bin Nummer Vier (I Am Number Four)
- 2012: Battleship
- 2009: Harry Potter und der Halbblutprinz (Harry Potter and the Half-Blood Prince)
- 2013: Elysium
- 2013: Die Unfassbaren – Now You See Me (Now You See Me)
- 2013: Star Trek Into Darkness
- 2015: A World Beyond (Tomorrowland)
- 2015: Marvel’s Agent Carter (Fernsehserie, vier Episoden)
- 2016: Silence
- 2016: Deepwater Horizon